# Piotr Skarga
Piotr Skarga (Grójec, 2 febbraio 1536 – Cracovia, 27 settembre 1612) è stato un teologo, scrittore e gesuita polacco.
Appartenne alla Compagnia di Gesù e fu predicatore alla corte di Sigismondo III di Polonia e granduca di Lituania. Fu il principale esponente della Controriforma in Polonia.

## Biografia

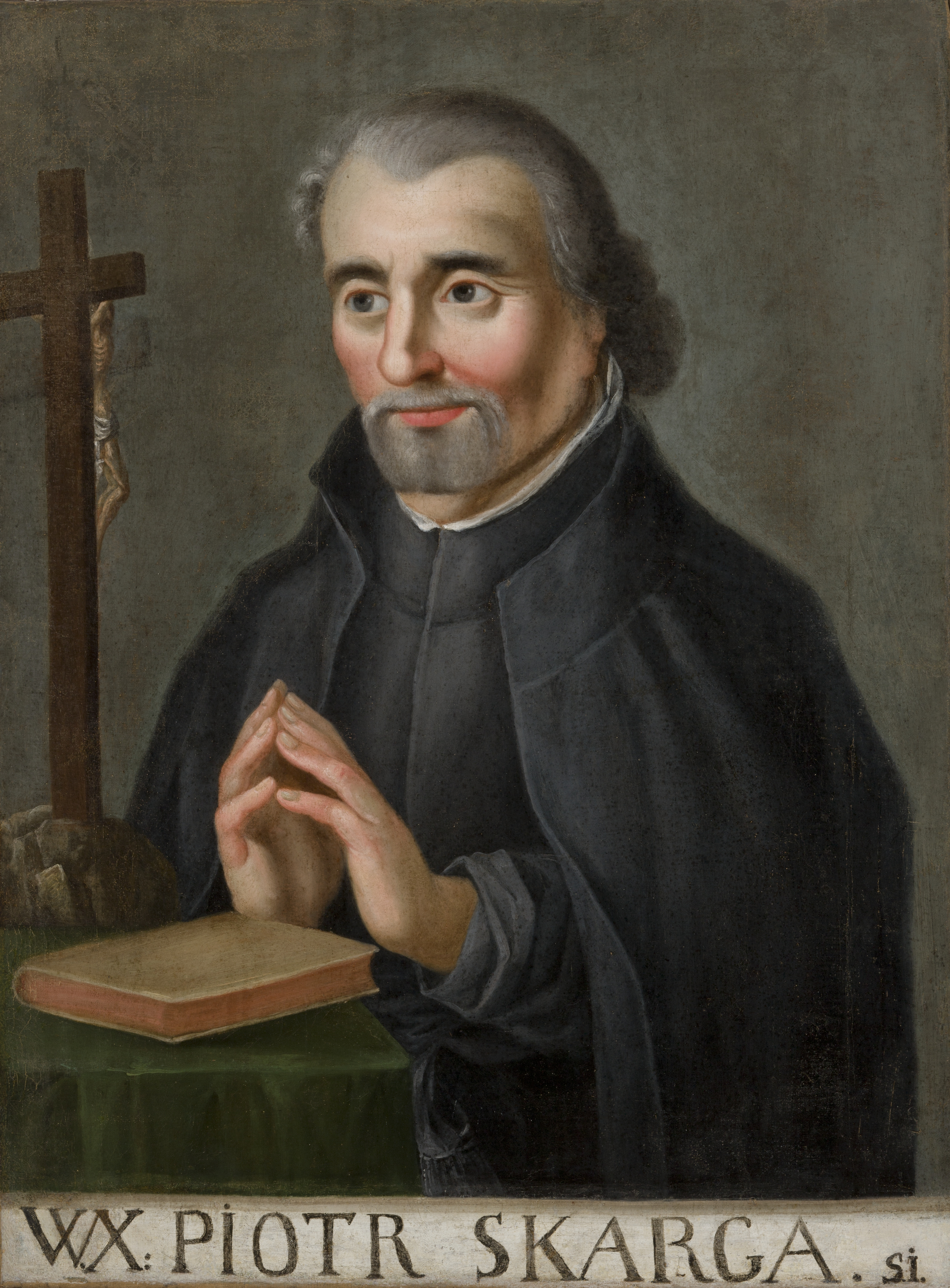
Ritratto di Piotr Skarga, XIX secolo, Museo Nazionale di Cracovia

Piotr Skarga nacque nel 1536 a Grójec presso Varsavia. In età matura entrò nella Compagnia di Gesù a Roma. Dopo il suo ritorno in Polonia, si occupò dell'organizzazione delle scuole della Compagnia, e acquistò grande fama come predicatore. Sigismondo III lo nominò nel 1588 predicatore di corte; Skarga tenne quest'ufficio per 23 anni.
Nelle sue Prediche alla Dieta (Kazania Sejmowe, pubbl. 1597) ispirate a un intenso sentimento religioso fuso indissolubilmente con un fervido patriottismo, si fece promotore di una radicale riforma tanto dell'organismo statale - ricostituzione della monarchia assoluta, limitazione dei poteri della Dieta -, quanto dell'ordinamento sociale - riduzione dei privilegi dell'aristocrazia, revisione delle leggi ingiuste (servitù della gleba) - e religioso: restituzione dell'unica chiesa in Polonia. Skarga fu una delle più grandi figure della Controriforma, che propugnò indefessamente non solo dal punto di vista religioso ma anche da quello politico, vedendo nelle scissioni religiose la ragione principale delle discordie intestine e quindi dell'indebolimento dello stato. Fu perciò contrario a ogni forma di tolleranza religiosa. In una violenta protesta contro i decreti della confederazione di Varsavia sostenne la tesi che l'apostasia dalla vera fede equivale a un delitto. Combatté non solo il protestantesimo, ma anche la Chiesa Ortodossa, con la sua opera O jedności Kościoła Bożego (Dell'unità della Chiesa di Dio, 1596) e contribuì al realizzarsi dell'Unione di Brest. Oltre alle prediche, Skarga è autore di una grande quantità di opere storiche, politiche, apologetiche, polemiche, agiografiche (le sue Vite dei Santi erano diffusissime tra tutti i ceti) improntate pur esse a uno stile pittorico e predicatorio.
Morì a Cracovia nel 1612.

## Edizioni
- Kazania Sejmowe, a cura di J. Chrzanowski, 2ª ediz., Varsavia 1922; a cura di St. Kot, nella Bibl. Narodowa s. a., tutt'e due con ampie introduzioni; traduzione francese a cura di A. Berga, Les sermons politiques, Parigi 1916.